# Stupeň B1057 Falconu Heavy
Stupeň B1057 Falconu 9 je centrální stupeň rakety Falcon Heavy vyráběné společností SpaceX, jedná se o exemplář verze Block 5. Poprvé a naposledy tento centrální stupeň letěl v červnu 2019, při misi STP-2, kdy do vesmíru vynesl 24 družic v rámci programu Space Test Program. Po vynesení nákladu se pokusil o přistání na plovoucí přistávací plošině OCISLY, která čekala v rekordní vzdálenosti 1 234 km od pobřeží. Ovšem stupeň byl při vstupu do atmosféry vystaven tak vysokému náporu a horku, že se mu poškodil vektorovací systém středového motoru. Právě proto stupeň dopadl mimo přistávací plošinu, kde vybuchl.

## Přehled letů
| Číslo použití | Datum startu (UTC) | Let číslo | Náklad | Start | Místo startu | Přistání | Místo přistání | Poznámky                                                                         |
| ------------- | ------------------ | --------- | ------ | ----- | ------------ | -------- | -------------- | -------------------------------------------------------------------------------- |
| 1             | 26. června 2019    | FH 3      | STP-2  |       | KSC LC-39A   |          | OCISLY         | Centrální stupeň nepřistál, protože měl poškozené vektorování středového motoru. |